# Чинаревське родовище
Чинаревське родовище – нафтогазоконденсатне родовище на заході Казахстану.
Станом на початок 2010-х унаслідок ряду кампаній розвідувального буріння на родовищі виявили не менше 59 нафтових та газоконденсатних покладів. Вони знаходяться у підсольових відкладах та пов’язані передусім з кількома комплексами карбонатного та теригенно-карбонатного походження (перелічені знизу вверх):
- у ейфельському ярусі середнього девону (саме ці поклади були відкриті першими в 1991 році);
- у живетському ярусі середнього девону та нижній частині франського ярусу верхнього девону;
- у верхній частині франського ярусу, фаменському ярусі верхнього девону та турнейському ярусі нижнього карбону (продуктивність турнейських відкладень встановили у 1992-му);
- у візейському ярусі нижнього карбону;
- у башкирському ярусі верхнього карбону.
Також виявлено кілька покладів у сульфатнокарбонатній товщі кунгурського ярусу нижньої пермі.
Одразу після відкриття родовища тут почали видобуток з використанням 9 свердловин, втім, на тлі краху планової економіки розробка у підсумку припинилась. В 1997-му ліцензію на розробку родовища отримала компанія «Жаїкмунай», яка з 2004 по 2008 роки виявила поклади у живетському, кунгурському, башкірському та інших ярусах. При цьому в 2000 – 2002 роках «Жаїкмунай» відновила видобуток з трьох старих свердловин, а у 2006-му ввела в дію установку підготовки нафти з наступного року перейшла до повномасштабної розробки Чинаревського родовища.
Станом на кінець 2011-го перебували в експлуатації 19 свердловин, що розробляли поклади ейфельського, живетського та турнейського ярусів. В 2017-му вже діяли 50 свердловин – 23 нафтові, 21 газоконденсатна та 6 нагнітальних.
Для видачі нафти та газового конденсату в 2008 – 2009 роках ввели в дію нафтопровід довжиною 120 км та залізничний термінал поблизу від Ростоші.
Продукція газоконденсатних покладів та попутний газ надходять на установку підготовки, два комплекси якої ввели в дію у 2011 та 2019 роках. Товарний газ видається по перемичці до трубопроводу Оренбург – Новопсков.
В 2011-му середньодобовий видобуток з Чинаревського родовища становив 13,2 тисяч барелів нафтового еквівалента. Майже такий же показник – 12,8 тисяч барелів н.е. (з них 5 тисяч за рахунок газу) – родовище показало за 9 місяців 2022-го, проте вже за 9 місяців 2023-го він знизився до 9,1 тисяч барелів н.е. (з них 3,1 тисяч за рахунок газу).
Станом на кінець 2019 року залишкові запаси Чинаревського родовища оцінювали у 63 млн барелів рідких вуглеводнів та зріджених вуглеводневих газів та 11,4 млрд м3 газу.